# John Joseph Hickey

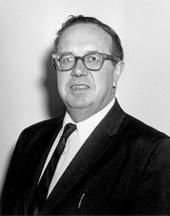
John Joseph Hickey

John Joseph Hickey (* 22. August 1911 in Rawlins, Wyoming; † 22. September 1970 in Cheyenne, Wyoming) war ein US-amerikanischer Jurist und Politiker und von 1959 bis 1961 24. Gouverneur von Wyoming. Diesen Bundesstaat vertrat er anschließend auch im US-Senat. Danach amtierte er bis zu seinem Tod als Bundesrichter am Bundesbezirksgericht für den zehnten Gerichtskreis.

## Biografie
Nach dem Besuch öffentlicher Schulen absolvierte Hickey das College of Law der University of Wyoming, das er mit einem Abschluss in Rechtswissenschaften verließ. 1934 begann er als Rechtsanwalt in Rawlins zu arbeiten. Von 1935 bis 1940 war er Kämmerer seiner Heimatstadt. 1939 wurde er zum Staatsanwalt des Carbon County ernannt und blieb dies bis 1942. In diesem Jahr trat Hickey der US Army bei; er diente vier Jahre lang, davon 1944 bis 1946 in Europa. Zuletzt hatte er den Rang eines Captain inne. Nach seiner Rückkehr in die USA fungierte er bis 1949 erneut als Bezirksstaatsanwalt.
Im selben Jahr wurde Hickey von US-Präsident Harry S. Truman als Nachfolger von John Coleman Pickett zum Bundesstaatsanwalt für Wyoming ernannt; er bekleidete dieses Amt bis 1958. Danach wurde Hickey, der den Demokraten angehörte, als Nachfolger des Republikaners Milward L. Simpson zum Gouverneur von Wyoming gewählt und blieb dies vom 5. Januar 1959 bis zu seinem Rücktritt Anfang 1961. Nachdem am 9. Dezember 1960 Edwin Keith Thomson, der neu gewählte Klasse-II-Senator von Wyoming, überraschend gestorben war, trat Hickey als Gouverneur zurück und ließ sich von seinem Nachfolger Jack R. Gage zum Ersatzmann für Thomson ernennen. Vom 3. Januar 1961 bis zum 6. November 1962 vertrat er Wyoming im Kongress, unterlag jedoch bei der Wahl 1962 für die restliche Amtszeit dem Republikaner Milward L. Simpson. Fortan praktizierte er wieder als Anwalt.
Am 12. Mai 1966 nominierte Präsident Lyndon B. Johnson ihn – erneut in der Nachfolge von John Coleman Pickett – als neuen Richter am United States Court of Appeals for the Tenth Circuit mit Zuständigkeit für die Bundesstaaten Colorado, Kansas, New Mexico, Oklahoma, Utah und Wyoming. Nach der Bestätigung durch den US-Senat am 9. Juni desselben Jahres konnte er sein Amt unmittelbar darauf antreten. Er verstarb am 22. September 1970; sein Sitz fiel danach an James Emmett Barrett.